# Millard (Missouri)
Pour les articles homonymes, voir Millard.
Millard est un village du comté d'Adair, dans le Missouri, aux États-Unis,. Situé au sud du comté, il est fondé en 1872 et incorporée en 1976.

## Démographie
Lors du recensement de 2010, la ville comptait une population de 89 habitants. Elle est estimée, en 2016, à 87 habitants.

## Source de la traduction
- (en) Cet article est partiellement ou en totalité issu de l’article de Wikipédia en anglais intitulé « Millard, Missouri » (voir la liste des auteurs).